# Banco Inter-Atlântico
El Banco Inter-Atlântico és un servei bancari de Cap Verd. Fou fundat el juny de 1999 i té la seu a Cap Verd. Forma part del grup Caixa Geral de Depósitos.